# Franciszek Kleeberg

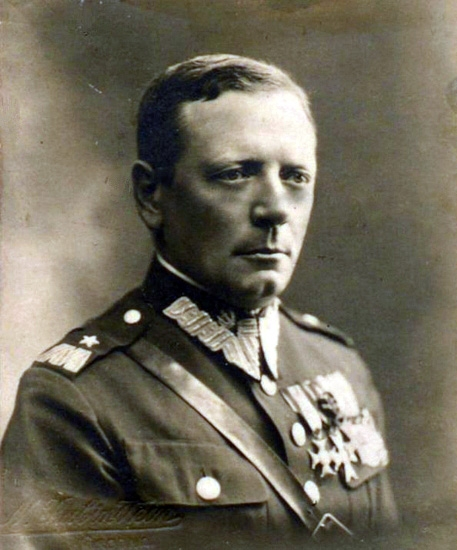
General Kleeberg (1939)

Franciszek Kleeberg (* 1. Februar 1888 in Ternopil, Galizien, Österreich-Ungarn; † 5. April 1941 in Weißer Hirsch, Dresden) war ein polnischer Brigadegeneral im Zweiten Weltkrieg. 1939 war er Oberbefehlshaber der SGO Polesie.

## Leben
Seit 1908 studierte er an der k.u.k. Technischen Militärakademie in Mödling und verließ sie 1910 als Hauptmann der Artillerie. Im Ersten Weltkrieg diente er von Mai 1915 bis Juli 1917 im Stab der 2. polnischen Legion in Galizien. 1917 wurde er Stabschef der 2. Brigade und 1918 als aktiver Stabsoffizier der 3. Brigade nach dem Zerfall der österreichisch-ungarischen Monarchie vom Dienst abberufen. Am 16. April 1918 heiratete er Wanda Paszkowska und am 19. Juli 1920 wurde der gemeinsame Sohn Zbigniew Tadeusz geboren.
Er trat im November 1918 in die neu gegründete polnische Armee ein und wurde dem Generalstab zugeteilt. Bis März 1919 fungierte er als Stabschef des „Ost“-Kommandos unter der Leitung von General Tadeusz Rozwadowski. Im April 1919 wurde er für zwei Monate Leiter der Organisationsabteilung und stellvertretender Chef der Mobilisierungs- und Organisationsabteilung im Kriegsministeriums.
Während des Polnisch-Sowjetischen Krieges wurde er im Juli 1920 zum Stabschef der 1. Armee und am 15. August dieses Jahres zum Stabschef der Einsatzgruppe von General Kazimierz Raszewski ernannt. Nach dem Ende der Feindseligkeiten im Oktober 1920 übernahm er die Position des Stabschefs des Militärbezirks Posen (später VII. Korpsdistrikt), die er bis Oktober 1922 innehatte.

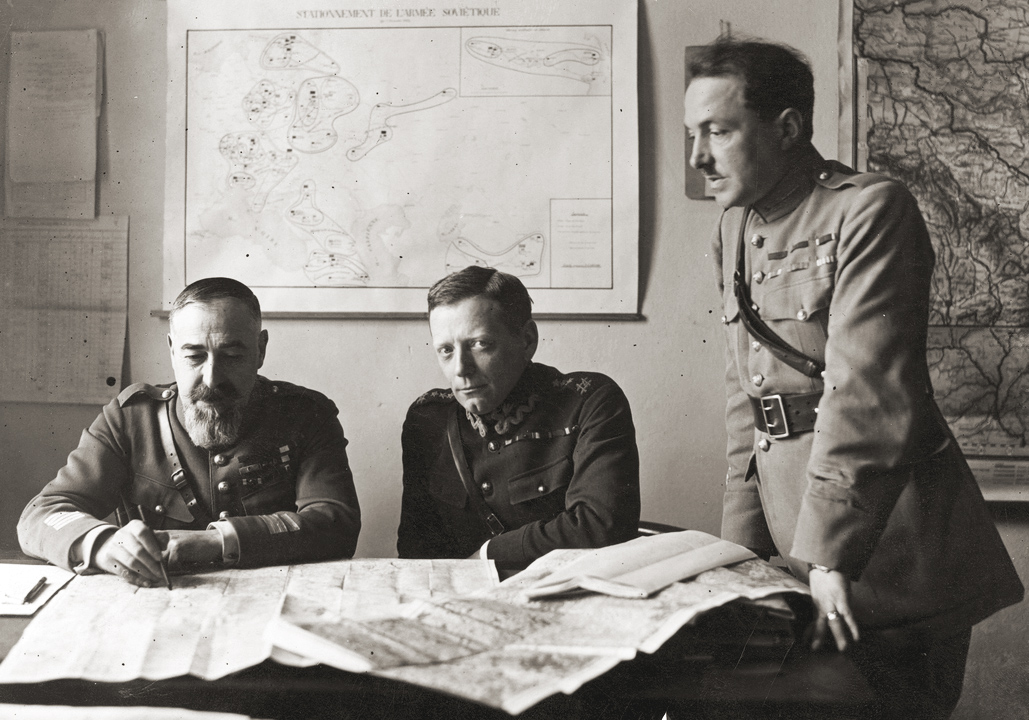
Louis Faury, Franciszek Kleeberg und Major Pillegand in der Höheren Kriegsschule in Warschau (Wyższa Szkoła Wojenna), 1926

Am 6. Oktober 1922 wurde er zum Vorsitzenden des Aufsichtsrates der Soldaten des 8. Korps in Posen gewählt. In Vertretung des erkrankten Oberst Aleksander Załęski wurde er am 7. November 1922 zum Kommandeur der 14. Infanterie-Division in Posen ernannt. Er sollte sein Amt aber erst am 1. Januar 1923 antreten und befehligte diese Division bis zum Mai 1924. In der Zwischenzeit absolvierte er einen Informationskurs für Kommandeure. Von Juni 1924 bis Oktober 1925 verweilte er in Frankreich, wo er am Pariser École Supérieure de Guerre, am Infanterie-Ausbildungszentrum in Versailles sowie am Artillerietrainingszentrum in Metz studierte. Nach Beendigung des Militärstudiums an der Kriegsakademie in Paris (1924/5) wurde er Leiter der Höheren Kriegsschule in Warschau. Am 17. März 1927 wurde er zum Kommandeur der 29. Infanterie-Division in Grodno ernannt. Am 1. Januar 1928 beförderte ihn der Präsident der Republik Polen, Ignacy Mościcki, zum Brigadegeneral; er war ab dieser Zeit eng mit General Władysław Sikorski befreundet. 1934 wurde er Befehlshaber im III. Korpsdistrikt von Grodno und 1937 Befehlshaber im IX. Korpsdistrikt von Brest-Litowsk.

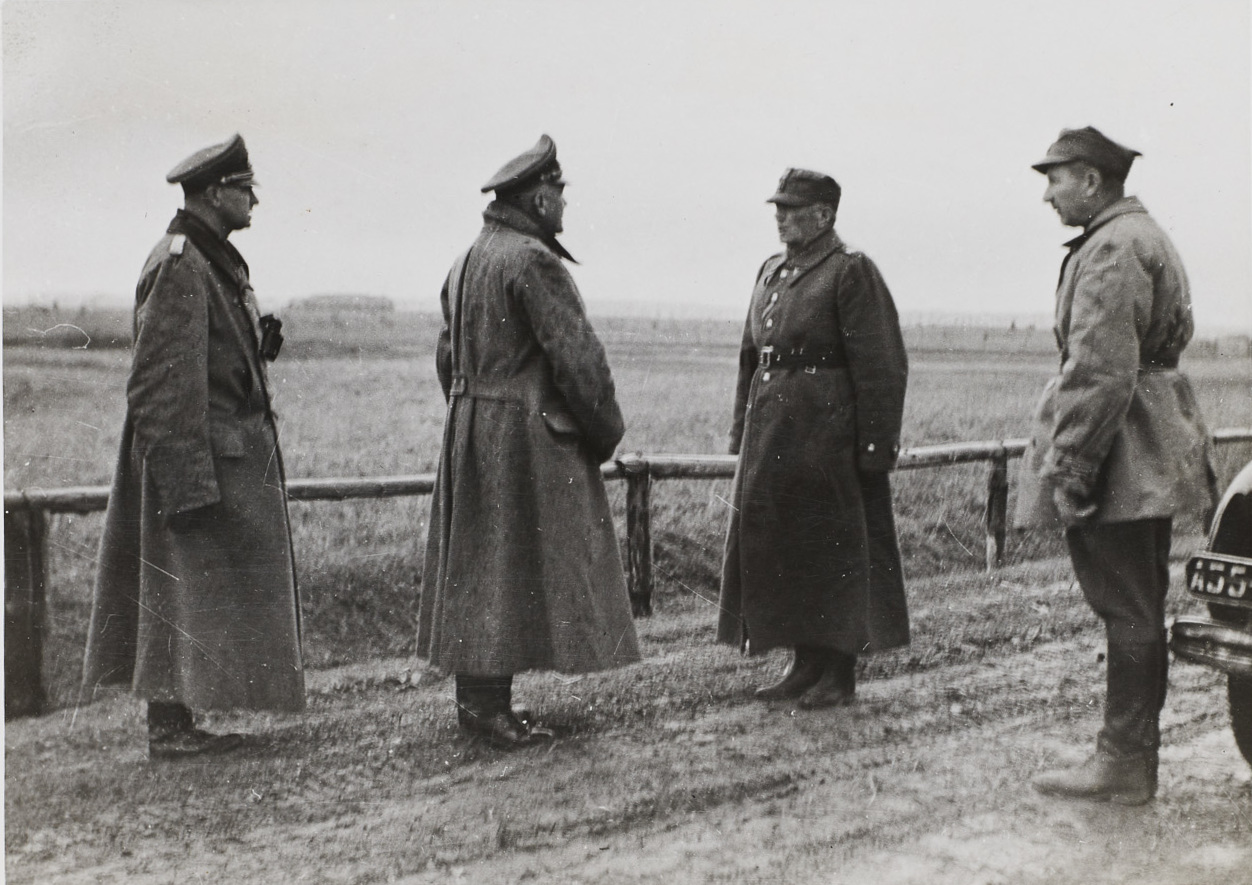
Kapitulation von General Franciszek Kleeberg am 6. Oktober 1939 in der Schlacht bei Kock

Nach dem Überfall der deutschen Wehrmacht auf Polen wurde er ab 9. September 1939 mit der Aufstellung der selbständigen SGO (Samodzielna Grupa Operacyjna, selbständige operative Gruppe) Polesie beauftragt, die Brest und Kobryn decken und ab 17. September auf Kowel vorgehen sollte. Über Kamien Koszyrski und ab 27. September über Wlodowa versuchte er, der belagerten Hauptstadt Warschau von Osten her Hilfe zu bringen. Noch am 30. September vereinigte er seine Verbände im Raum Lublin mit der Kavalleriebrigade „Zaza“ (General Podhorski), nicht wissend, dass Warschau bereits kapituliert hatte. Seine durch Reste der 50. und 60. Infanterie-Division verstärkten Verbände sahen sich plötzlich von allen Seiten angegriffen, vom Osten her durch sowjetische Truppen und die deutsche 13. Division, und vom Westen durch die deutsche 29. Division (mot.). Bei Jabłoniem und Milanów schlug er die vorgedrungenen Kolonnen der Roten Armee zurück. Am 6. Oktober 1939, nach vier Tagen Kampf mit deutschen Truppen in der Schlacht bei Kock, musste sich seine Truppe aus Mangel an Munition als letzter polnischer Verband mit 8000 Mann ergeben und wurde gefangen genommen. Er wurde auf der Festung Königstein bei Dresden (Oflag IV-B Königstein) interniert. Nach anderthalb Jahren wurde er schwer herzkrank und starb am 5. April 1941 in einem Krankenhaus im Dresdener Stadtteil Weißer Hirsch. Er wurde auf dem Neustädter Friedhof beigesetzt. Am 1. Januar 1943 wurde er von der polnischen Exilregierung postum zum Generalmajor ernannt. Am 30. September 1969 wurde die Urne mit seiner Asche in einer Feierstunde auf dem Heidefriedhof Dresden einer polnischen Regierungsabordnung übergeben. Eine Sondermaschine der polnischen Luftstreitkräfte, die am gleichen Abend in Warschau eintraf, überführte seine sterblichen Überreste nach Polen. Am 6. Oktober wurde seine Urne auf dem Kocker Kriegsfriedhof zwischen seinen gefallenen Soldaten beigesetzt.